# Episodi di Un medico in famiglia (ottava stagione)

Schermata della scena finale con il cast di Un medico in famiglia 8

L'ottava stagione della serie televisiva Un medico in famiglia è formata da 26 episodi ed è stata trasmessa in Italia su Rai 1 e Rai HD per 13 prime serate, dal 3 marzo al 19 maggio 2013. La regia è di Elisabetta Marchetti. Il 17º episodio e il 18º episodio sono stati trasmessi solo in SDTV in prima TV.
Alcuni dei personaggi principali non sono sempre presenti, anzi si alternano nei 26 episodi. In particolare Lele compare solo in 16 episodi (1-12 e 23-26) e sua moglie Bianca in 13 (1-12 e 26), perché entrambi soggiornano a Parigi; Nonno Libero e Nonna Enrica invece sono presenti in 14 episodi (1-4, 8, 11-18 e 26), facendo la spola tra casa Martini e la masseria in Puglia. Ciccio (Michael Cadeddu) è presente solo nei primi due episodi. Si tratta comunque della stagione che in assoluto ha registrato il maggior numero di personaggi, in una casa Martini decisamente sovraffollata anche quando mancavano Lele e Libero, essendo stato riconfermato quasi interamente il cast della settima stagione più il ritorno di Libero e della dottoressa Tea e molti nuovi personaggi (Emiliano, Guenda, il dottor Corradi, Carmine, Armando, Fulvio e Roberto Magnani). In casa Martini, durante l'alternarsi dei personaggi principali, restano presenza fisse Ave, Dante, Melina e Maria. 
| nº | Titolo                        | Prima TV Italia | Ascolti        | Ascolti | Ascolti |
| nº | Titolo                        | Prima TV Italia | Telespettatori | Share   | Fonte   |
| -- | ----------------------------- | --------------- | -------------- | ------- | ------- |
| 1  | Chi trova un amico...         | 3 marzo 2013    | 7.393.000      | 24,9%   |         |
| 2  | Nel sole                      | 3 marzo 2013    | 6.824.000      | 28,08%  | [ 1 ]   |
| 3  | Dolcissima Bianca             | 5 marzo 2013    | 6.496.000      | 21,22%  | [ 2 ]   |
| 4  | I ricordi non si vendono      | 5 marzo 2013    | 6.145.000      | 23,09%  | [ 2 ]   |
| 5  | Visite notturne               | 10 marzo 2013   | 6.666.000      | 22,47%  | [ 3 ]   |
| 6  | Colpo di fulmine              | 10 marzo 2013   | 5.896.000      | 24,62%  | [ 3 ]   |
| 7  | La falsaria involontaria      | 17 marzo 2013   | 5.873.000      | 20,07%  | [ 4 ]   |
| 8  | I Martini non si arrendono    | 17 marzo 2013   | 5.353.000      | 22,3%   | [ 4 ]   |
| 9  | Amore a prima vista           | 24 marzo 2013   | 5.946.000      | 21,26%  | [ 5 ]   |
| 10 | Sensi di colpa                | 24 marzo 2013   | 5.737.000      | 24,52%  | [ 5 ]   |
| 11 | Occupazione a oltranza        | 31 marzo 2013   | 5.020.000      | 19,71%  | [ 6 ]   |
| 12 | Le bugie hanno le gambe corte | 31 marzo 2013   | 5.056.000      | 20,62%  | [ 6 ]   |
| 13 | Unità di crisi                | 7 aprile 2013   | 6.371.000      | 21,88%  | [ 7 ]   |
| 14 | La pesca miracolosa           | 7 aprile 2013   | 6.287.000      | 26,95%  | [ 7 ]   |
| 15 | Premio di consolazione        | 14 aprile 2013  | 6.026.000      | 20,99%  | [ 8 ]   |
| 16 | Una giornata al mare          | 14 aprile 2013  | 5.761.000      | 23,96%  | [ 8 ]   |
| 17 | Vita da cani                  | 21 aprile 2013  | 6.015.000      | 20,17%  | [ 9 ]   |
| 18 | Paura di volare               | 21 aprile 2013  | 5.768.000      | 24,62%  | [ 9 ]   |
| 19 | Notti bianche                 | 28 aprile 2013  | 6.489.000      | 22,06%  | [ 10 ]  |
| 20 | L'interrogatorio              | 28 aprile 2013  | 6.358.000      | 25,07%  | [ 10 ]  |
| 21 | Casale vendesi                | 5 maggio 2013   | 6.285.000      | 22,12%  | [ 11 ]  |
| 22 | La grande sfilata             | 5 maggio 2013   | 6.155.000      | 25,30%  | [ 11 ]  |
| 23 | Baci proibiti                 | 12 maggio 2013  | 5.685.000      | 20,72%  | [ 12 ]  |
| 24 | New York, New York            | 12 maggio 2013  | 5.944.000      | 24,92%  | [ 12 ]  |
| 25 | La notte dei desideri         | 19 maggio 2013  | 6.117.000      | 21,71%  | [ 13 ]  |
| 26 | Lieti eventi in casa Martini  | 19 maggio 2013  | 6.389.000      | 27,43%  | [ 13 ]  |

- Cast: Margot Sikabonyi (Maria), Francesca Cavallin (Bianca), Emanuela Grimalda (Ave), Paolo Conticini (Gus), Beatrice Fazi (Melina), Gabriele Cirilli (Dante Piccione), Paolo Sassanelli (Oscar Nobili), Giorgio Marchesi (Marco Levi), Eleonora Cadeddu (Annuccia), Alessandro Tersigni (Roberto Magnani), Rosanna Banfi (Tea), Chiara Gensini (Guenda), Alessandro D'Ambrosi (Davide Orsini), Federica Cifola (Federica), Monica Vallerini (Gloria), Domiziana Giovinazzo (Elena), Yana Mosiychuk (Inge), Gabriele Paolino (Bobò Martini), Milena Vukotic (Enrica Morelli), Lino Banfi (Libero Martini), Giulio Scarpati (Lele Martini), Michael Cadeddu (Ciccio Martini), Edoardo Purgatori (Emiliano Lupi), Ugo Dighero (Giulio Pittaluga), Catherine Spaak (Gemma).

## Chi trova un amico...
- Diretto da: Elisabetta Marchetti.
- Scritto da: Antonio Cosentino, Emanuela Del Monaco.
- con la partecipazione straordinaria di: Albano Carrisi
- Altri interpreti: Ivano Marescotti (Fulvio Magnani), Tresy Taddei (Tracy), Paolo Bessegato, Marco Prosperini, Valerio Santoro, Sofia Corinto (Palù), Luca Lucidi (Jonathan)

### Trama
Nonno Libero è finalmente tornato a Poggio Fiorito. Marco e Maria annunciano il loro matrimonio, che avverrà fra due settimane. Per il regalo di nozze, Nonno Libero pensa a qualcosa di speciale: far cantare al matrimonio Albano Carrisi, che aveva conosciuto 30 anni prima alla stazione di Bari. Nonno Libero lo aiutò a recuperare la sua valigia, che aveva perso, in cui c'era il premio vinto al Festival di Sanremo pochi giorni prima. Quando Nonno Libero e Nonna Enrica lo incontrano in un teatro romano, in cui lui sta preparando un concerto, il cantante lo scambia per un altro e nessuno ha il coraggio di dirgli la verità. Così, quando lui va a casa Martini per parlare del matrimonio, inconsapevolmente, mette alle strette Nonno Libero, che cede, dicendo la verità. Albano si sente preso in giro, perciò va via, arrabbiato. Marco, come regalo alla futura moglie, rimette in sesto una vecchia barca che a sua volta gli è stata donata, insieme a Palù e Jonathan, ma non trovano il tempo di portare Maria sulla barca. Prima vengono fermati in clinica dove Oscar, Federica, Gloria, Davide, Tea e tutti gli altri festeggiano il loro matrimonio. Poi, anche Ciccio e Tracy li bloccano: i due svelano di dover andare via tra poco, in Andalusia, per un grande affare che riguarda un maneggio, e così si perderanno il matrimonio. Gli sposini, però, li rassicurano, anche perché i gemelli che nasceranno stanno bene, e potranno andarsene senza problemi. Inoltre, Maria e Ave sono d'accordo: la sua ex suocera le cucirà l'abito da sposa, per la felicità di entrambe. Il problema più grave, comunque, è la perdita della casa. Infatti, Lele e Bianca ricevono una lettera che dice che loro, come tutti gli abitanti del quartiere, sono stati truffati. La casa non è mai stata veramente loro, perché chi gliela vendette è sempre rimasto il vero proprietario, senza estinguere il mutuo: il vero proprietario era Impallomeni, un falso amico di Nonno Libero. Ora che Impallomeni risulta irreperibile, i Martini devono ripagare la casa entro sei mesi. Così, di nascosto, con un avvocato dalla loro parte, fanno una riunione in cioccolatiera con le altre vittime. Ma il loro legale non convince nessuno, non sembra poi così essere con loro. In più, un certo Fulvio Magnani sta andando di casa in casa, per farle vendere tutte. Dopo essere stato anche da loro, Lele si decide a dire tutto al padre, che aveva già intuito qualcosa, e Nonno Libero ne rimane rattristato.

## Nel sole
- Diretto da: Elisabetta Marchetti.
- Scritto da: Emanuela Del Monaco, Antonio Cosentino.
- con la partecipazione straordinaria di: Albano Carrisi
- Altri interpreti: Ivano Marescotti (Fulvio Magnani), Valerio Santoro

### Trama
Oscar dice a Lele che la regione ha tagliato i fondi e gli propone di acquistare clinica Aurora realizzando così un loro grande e vecchio sogno. Lele, messo con le spalle al muro, gli confida che gli stanno per togliere la casa. L'imprenditore Fulvio Magnani torna all'attacco, ma mentre Lele sta per firmare, con il consenso di Nonno Libero, Nonna Enrica e Bianca, si ferma. Ormai tutta la famiglia Martini è al corrente dei fatti e Maria e Marco decidono di rinviare il matrimonio. Con l'arrivo di Magnani nelle vite dei Martini, Maria rincontra un suo compagno dei tempi del liceo: Roberto Magnani, figlio dell'imprenditore Fulvio, che inizia immediatamente un corteggiamento serrato nei suoi confronti. Inaspettatamente Albano Carrisi, cantando Nel sole, si ripresenta a Casa Martini. Solo che Nel Sole non è la canzone preferita di Maria né era quella che Nonno Libero le cantava per farla addormentare quando era piccola.

## Dolcissima Bianca
- Diretto da: Elisabetta Marchetti.
- Scritto da: Stefano Tummolini.
- e con: Francesco Foti (Corradi), Gaia De Laurentiis (Valeria), Rosa Pianeta (Amanda)

### Trama
Nonno Libero non si arrende e si mette, con Nonna Enrica, sulle tracce di Felice Impallomeni, il costruttore e suo vecchio amico che li ha truffati; adesso infatti i Martini sono in brutte acque tanto da rischiare davvero di perdere una volta per tutte la loro amata villetta. Intanto Fulvio Magnani continua con il suo progetto e spera che anche Lele firmi. Nonno Libero con l'aiuto di Nonna Enrica e del nipote Libero Junior riesce a far arrestare Impallomeni. Il problema però non è risolto: infatti il costruttore truffaldino ha perso tutti i soldi delle villette al gioco. Maria viene licenziata dalla Clinica Aurora e dopo un po' di sconforto inizia a cercare un appartamentino in affitto per farsi uno studio privato. I momenti duri per Lele non sono finiti: fermato in tempo da Oscar, Lele stava per licenziarsi dalla Clinica Aurora per i cattivi rapporti con i nuovi dirigenti e per il loro cattivo modo di gestirla. Bianca si dà molto da fare, infatti crea un nuovo format televisivo di cucina con le sue ricette con il cioccolato, dopo qualche problema, Bianca cercherà di ispirarsi alla madre, una famosissima attrice, con la quale lei non è però in buoni rapporti.

## I ricordi non si vendono
- Diretto da: Elisabetta Marchetti.
- Scritto da: Stefano Tummolini.
- e con: Ivano Marescotti (Fulvio Magnani), Lorenzo Federici (Gianfilippo Colla), Gaia De Laurentiis (Valeria), Carolina Di Domenico (Antonia)

### Trama
A Poggio Fiorito viene organizzato il mercatino dell'usato, dove anche tutti i Martini partecipano, Nonno Libero però non vuole vendere i loro ricordi e quindi fa di tutto per non vendere niente. Inge, Elena e Bobò però vendono a Fulvio Magnani il berretto da capo stazione delle Ferrovie dello Stato di Nonno Libero, il quale, quando lo viene a sapere, si reca immediatamente da Magnani e dopo avergli dato una grande lezione di vita se ne va lasciandogli anche il berretto. Lele e Nonna Enrica sono molto preoccupati per la salute di Nonno Libero, quest'ultimo ne risente molto di quello che sta accadendo e allora loro due con Bianca gli fanno credere che tutto è stato sistemato e che non c'è alcun pericolo di perdere la casa. Nonno Libero accetta di andare in Puglia dalla figlia Nilde, ma capisce che gli stanno mentendo e mentre è in partenza con Nonna Enrica glielo dice. Marco è molto contento per una proposta di lavoro in Africa, farà il giornalista in zone di guerra. Maria però è molto turbata dal sapere che lui andrà in quei posti così pericolosi. Roberto offre a Maria un appartamento dove lei possa aprire un suo studio privato e continua il suo corteggiamento. Infine Ave per aiutare i Martini tira fuori un'idea: quella di un commercio illecito di abiti vintage pur di aiutare i Martini.

## Visite notturne
- Diretto da: Elisabetta Marchetti
- Scritto da: Isabella Aguilar
- e con: Francesco Foti (Corradi)

### Trama
Gemma Aubry, la madre di Bianca, viene a casa Martini, torna nella vita della figlia con tutto il suo entusiasmo e si propone come guest star a Dolcissima Bianca. Pur di trovare i soldi e salvare la casa, Bianca accetta, ma ancora una volta Gemma si rivela poco affidabile. Lele si ritrova clandestinamente a curare un suo vecchio paziente, riscoprendo il grande valore della professione medica. Con Oscar, Tea e Federica decide con molto rischio di cominciare a visitare clandestinamente quei pazienti che non possono adeguarsi ai prezzi troppo alti della Clinica. Dante è intenzionato a convincere Melina che entrambi devono elevarsi culturalmente per poter stimolare intellettualmente e far nascere intelligente la loro bambina che Melina porta in grembo.
Note: il film giapponese che Dante porta Melina a vedere al cinema, La Neve Sul Fianco Del Fuji, è in realtà il lungometraggio del 2011 A Simple Life.

## Colpo di fulmine
- Diretto da: Elisabetta Marchetti.
- Scritto da: Isabella Aguilar.
- e con: Carolina Di Domenico (Antonia), Giulia Luzi (Giulia), Lorenzo Federici (Gianfilippo Colla)

### Trama
Annuccia inizia il lavoro part time di pony express pur di non chiedere al padre Lele i soldi per la gita di classe internazionale. Si ritrova in un quartiere malfamato quando dei teppisti la importunano, ma l'intervento di Emiliano fa scappare i teppisti e l'aiuta a tornare a casa. Torna Gus che si scopre innamorato della dottoressa Guenda Pacifico. Grazie a Lele non le consegna un anello di fidanzamento, in quanto lei successivamente gli dice che non è intenzionata ad avere una storia seria con qualcuno ,ma che i due devono continuare a divertirsi. Marco, poiché gli hanno commissionato 5 nuovi reportage, torna molto contento dall'Africa. Maria, preoccupata per la vita del suo compagno, gli chiede di rinunciare. Dopo una lite furibonda tra i due, Marco sceglie suo malgrado di rinunciare all'incarico, ma la collega Antonia gli propone di dire una bugia a Maria per farla stare tranquilla.

## La falsaria involontaria
- Diretto da: Elisabetta Marchetti.
- Scritto da: Anna Cherubini.
- e con: Luis Molteni (Fabbri), Ivano Marescotti (Fulvio Magnani), Gaia De Laurentiis (Valeria), Carolina Di Domenico (Antonia), Francesco Foti (Corradi)

### Trama
Nonno Libero, in Puglia, comunica a Nonna Enrica che ha ricevuto per una posta elettronica un'offerta per comprare tutto il terreno della masseria, che essendo troppo bassa mette in pensiero i due. La madre di Giulio e Bianca, Gemma, torna a Roma perché è stata scartata ai provini di una produzione hollywoodiana. Giulio decide così di convincere Bianca a riprendere le registrazioni di Dolcissima Bianca assieme a sua madre, ma anche stavolta i risultati sono disastrosi e l'impazienza di Bianca finisce per troncare i rapporti tra lei e Gemma. All'ultima litigata, assiste anche la piccola Inge, alla quale dispiace che sua nonna e sua madre abbiano questi rapporti burrascosi e soprattutto vorrebbe passare più tempo con sua nonna perché tiene molto a lei. Nel frattempo Antonia persuade sempre di più Marco ad accettare la proposta di lavoro e di seguirla in Africa dicendo al giornalista che, se non lo farà e la sua carriera andrà un giorno a rotoli, incolperà Maria per l'accaduto. Nonostante all'inizio tentenni, Marco mente alla sua compagna dicendole di aver ottenuto un incarico a Bruxelles. Intanto, Roberto, sempre più preso dalla giovane Martini, decide di seguirla sul treno di Firenze che Maria stava per prendere per andare ad un convegno e la invita a non andare e a prendere invece un caffè con lui; di tutta risposta Maria declina l'invito. Lele, invece, è sempre impegnato con la gestione notturna della clinica e con i suoi pazienti in incognito, e, pur di non farsi scoprire dai suoi superiori, porterà Gloria a credere che le stia facendo delle avances. L'attività di Ave sembra incontrare dei problemi, quando due sue clienti cominciano ad annusare la truffa degli abiti vintage. Pur di non essere scoperta, fa credere alle due che gli abiti in realtà sono di Gemma Aubry che, quando viene a conoscenza di questo traffico, minaccia di denunciarla, ma dopo le giustificazioni di Ave le regala dei suoi vestiti con la promessa di non farne parola con Bianca.

## I Martini non si arrendono
- Diretto da: Elisabetta Marchetti.
- Scritto da: Anna Cherubini.
- e con: Ivano Marescotti (Fulvio Magnani), Carolina Di Domenico (Antonia)

### Trama
Come se non fossero già abbastanza pieni di guai, i Martini devono ristrutturare il tetto della loro casa, a causa di una infiltrazione, altrimenti c'è il rischio che, non curando il danno alla perfezione, possa cedere il tetto. Il problema è che il preventivo è così alto che, in un momento del genere, i Martini proprio non possono permetterselo. Inoltre, il magnate della Domus Magnani decide di piazzare un cartellone pubblicitario proprio di fronte alla villetta dei Martini, oscurando così l'entrata della cioccolateria. Visto il poco successo ottenuto al comune di Poggio Fiorito, Lele decide di compiere un piccolo atto vandalico rompendo uno dei fari presenti alla cima del cartellone. A vedere il gesto del Dottor Martini è il piccolo Bobò, che decide anche lui di dare una mano sabotando la pubblicità di Magnani. Nonno Libero chiama Lele per sentire come vanno le cose a Poggio Fiorito, ma il figlio continua a nascondere al padre tutti i problemi con la casa, il quale però è già al corrente di tutto. Nel frattempo, per sollevare il morale alla figlia, Bianca decide di preparare una sorpresa a Inge, grazie all'aiuto di Gus, e di portarla al concerto del suo gruppo preferito. Purtroppo, la stessa idea viene anche a Gemma e Inge, all'oscuro della sorpresa riservatale da sua madre, dice una piccola bugia a Bianca e si dirige con la nonna all'evento. Intanto, Marco prepara le valigie per il suo viaggio, mentendo definitivamente a Maria sul suo viaggio in Sierra Leone.

## Amore a prima vista
- Diretto da: Elisabetta Marchetti.
- Scritto da: Fidel Signorile.
- e con: Gianfelice Imparato (Armando De Santis), Ivano Marescotti (Fulvio Magnani), Carolina Di Domenico (Antonia), Lorenzo Federici (Gianfilippo Colla), Giulia Luzi (Giulia), Francesco Foti (Corradi)

### Trama
I Martini sono sempre alle prese con nuove spese e devono quindi cercare di risparmiare, tagliando qualcosa di cui possono anche fare a meno. Lele e Bianca ne discutono e credono sia necessario licenziare il giardiniere, che da anni cura il giardino della villetta; ma Melina, sentendo la conversazione, crede che sarà lei ad essere licenziata. Si dà quindi subito da fare, raddoppiando la quantità di pulizie. Dante, vedendo le fatiche di Melina, decide segretamente di pagare i bambini di Lele e Bianca affinché questi sistemino le loro camerette e si occupino del pranzo e della cena. Questo non fa altro che demoralizzare la povera Melina che si licenzia subito da casa Martini, prima che lo potessero far loro, dicendo che vorrebbe inseguire il sogno di fare la cassiera. Dante, dopo aver chiarito la situazione con i Martini, fa riassumere Melina, che decide di sua volontà di farsi ridurre lo stipendio per aiutarli nelle spese. Intanto Ave, mentre si dirige in un negozio di stoffe, incontra Armando, un uomo affascinante e galante che cercava da tempo e che sembra apparentemente trovarsi sempre nello stesso luogo dove si trova lei. I 2, in seguito, passano la sera assieme e lui le rivela che dopo la morte di sua moglie, non ha mai voluto incontrare donne, ovviamente prima di Ave, che sembra aver colpito particolarmente la sua attenzione. Ben presto, però, Ave scoprirà suo malgrado che Armando non è altro che un finanziere alle prese con un caso riguardante la contraffazione di abiti. Intanto, Anna, sempre più decisa a conquistare Emiliano, si fa accompagnare da Giulia nel negozio in cui lavora, ma lui sembra non darle particolare importanza. Lei non demorde, e ritorna lì una seconda volta, ma il ragazzo le dice che i due non devono più vedersi, facendo scoppiare in lacrime la ragazza. Capendo che non può più mentire a sé stessa e a Colla, Anna decide di lasciare il ragazzo, capendo che gli vuole bene, ma che non lo ama più. Allo stesso tempo, Marco continua il suo lavoro in Africa, continuando a mentire a Maria, la quale è convinta che il suo fidanzato sia a Bruxelles.

## Sensi di colpa
- Diretto da: Elisabetta Marchetti.
- Scritto da: Fidel Signorile.
- e con: Gianfelice Imparato (Armando De Santis), Ivano Marescotti (Fulvio Magnani), Carolina Di Domenico (Antonia), Francesco Foti (Corradi), Sofia Corinto (Palù), Luca Lucidi (Jonathan)

### Trama
Marco ritorna a Roma e Maria lo va a prendere all'aeroporto, assieme alla piccola Palù e Jonathan. 
Inaspettatamente, Maria incontra con Marco anche la sua collega Antonia, non sapendo che i due fossero partiti insieme. Mentendo ancora una volta alla sua ragazza, Marco riesce a cavarsela con una bugia, ma Maria comincia a sospettare qualcosa. Come se non bastasse, i sospetti continuano a crescere sempre di più quando Marco comunica a Maria che dovrà partecipare a un appuntamento di lavoro la sera stessa. Così, la ragazza decide di spiare di nascosto, con Roberto, il suo ragazzo, che lo vede in atteggiamenti equivoci con Antonia, e crede quindi che vi sia una storia segreta tra i due. Tuttavia, quando ritorna dalla serata, il ragazzo si giustifica con Maria, continuandole a nascondere il segreto di Bruxelles, e i due fanno pace. La mattina dopo, per farsi perdonare, Marco si dirige con dei fiori allo studio di Maria, dove in ascensore incontra Roberto, il quale ammette al giornalista che la sua ragazza si sia confidata con lui, scatenando quindi la gelosia di Marco. Per tutta risposta, Marco decide di ritornare in macchina e di non consegnare i fiori alla giovane Martini. Nel contempo, Corradi chiede a Lele di prendersi cura di lui, in quanto il direttore ha una rara malformazione cardiaca congenita. Suo malgrado però scoprirà delle visite clandestine organizzate dallo staff della clinica e, agitandosi, avrà un grave malore. Intanto, Gemma sembra essere sparita dopo che il suo ex agente l'ha informata che non vuole più lavorare per lei a causa della sua età. Dopo averla cercata a lungo, Giulio e Bianca la trovano e le due finalmente chiariscono i loro diverbi. Finalmente le cose si stanno aggiustando, ma proprio quando meno se lo aspetta, Lele riceve una telefonata dalla banca: le condizioni del pagamento della casa sono drasticamente cambiate, o paga entro una settimana, oppure la banca s'impossesserà della villetta dei Martini.

## Occupazione a oltranza
- Diretto da: Elisabetta Marchetti.
- Scritto da: Andrea Galeazzi.
- e con: Gianfelice Imparato (Armando De Santis), Ivano Marescotti (Fulvio Magnani), Paolo Bessegato

### Trama
Lele e Bianca discutono sul futuro di casa Martini e decidono quindi di cercarsi una nuova sistemazione. La notizia però non viene ben accolta dai piccoli di casa Martini, Elena, Libero Junior e Inge, che decidono di occupare l'abitazione, all'insaputa di tutta la famiglia. Nel frattempo Roberto, vista la situazione delicata di Maria, decide di offrirle il suo aiuto e di darle la somma che serve alla famiglia per riscattare la casa. Maria è sul punto di accettare, ma dopo aver ricevuto il no ad accettare la somma dal suo fidanzato Marco, e il bacio dallo stesso Roberto, si rende conto che non è il caso di accettare, perché capisce che Roberto è innamorato di lei. Maria decide quindi di traslocare dall'appartamento offertole da Roberto e di declinare l'offerta che questo le ha fatto. Roberto non si dà per vinto e dapprima si mette d'accordo con l'agenzia immobiliare per compromettere l'affitto di un nuovo appartamento per Maria e poi si reca da Palmieri per convincerlo a ritirare la scadenza imposta ai Martini. Intanto, Ave continua a mentire ad Armando, non rivelandogli che è proprio lei la persona su cui stava indagando, e finge quindi di essere tornata a vedersi con il suo ex e che i suoi sentimenti sono confusi al momento. Nel contempo, Nonno Libero è deciso a vendere i suoi ulivi in Puglia per aiutare il figlio, ma fortunatamente Lele lo ferma giusto in tempo e i due mettono fine alle menzogne che si erano raccontati fino a quel momento.

## Le bugie hanno le gambe corte
- Diretto da: Elisabetta Marchetti.
- Scritto da: Andrea Galeazzi.
- e con: Ivano Marescotti (Fulvio Magnani), Carolina Di Domenico (Antonia), Giulia Luzi (Giulia), Gabriele Pignotta, Roberto Laureri

### Trama
Marco regala a Maria l'anello di fidanzamento: lei comunica a lui di avere rifiutato l'offerta di Roberto, mentre lui le dice che subito dopo la sua ultima partenza per Bruxelles si sposeranno. Intanto a Villa Aurora, Lele e Guenda Pacifico sembrano amichevolmente avvicinarsi, dopo che lei mostra il suo lato umano di fronte ai pazienti di un'età tenera e le dice che parlando con Corradi, hanno deciso di comune accordo che per un giorno alla settimana possono dedicarsi alla loro attività fino ad allora clandestina. Gus, sempre più innamorato di Guenda Pacifico, vuole sposarla e, con l'aiuto di Oscar, decide di raggiungerla ad Orvieto, dove però scopre un'amara verità: sembra infatti che Guenda abbia già un compagno. Lele, intanto, decide di accompagnare Bianca a Parigi per le riprese della sua trasmissione televisiva, ma verrà messo a dura prova dalle bugie di Anna che vengono amaramente a galla. Infatti la ragazza si assenta 8 giorni da scuola, per spiare segretamente, Emiliano, che coinvolto in una rissa, la caccerà via malamente. Solo successivamente con l'aiuto di Anna e di suo padre accetterà di essere curato. Per evitare che Anna venga coinvolta, Emiliano finge una relazione con una ragazza. Nonostante ciò, Maria promette a Lele di seguire attentamente la figlia durante la sua assenza. Lele e Bianca comunicano a tutta la famiglia di aspettare un maschietto. Infine, Jonathan ha un attacco di appendicite, ma per operarlo serve l'autorizzazione del padre. Maria cerca di contattarlo telefonicamente, non ricevendo però risposte dall'altra parte; Oscar le suggerisce di chiamare l'agenzia per cui lavora, ma questa rivela alla giovane Martini che nessuno dei giornalisti della redazione è mai partito per Bruxelles.

## Unità di crisi
- Diretto da: Elisabetta Marchetti.
- Scritto da: Tommaso Cammarano, Camilla Paternò.
- e con: Gennaro Cuomo (Carmine Zullo), Luca Lucidi (Jonathan)

### Trama
Mentre Lele e Bianca sono a Parigi, Nonno Libero e Nonna Enrica sono tornati dalla Puglia e stanno molto vicini a Maria che non ha idea di dove si trovi Marco e si prende quindi lei la responsabilità di autorizzare l'operazione al piccolo Jonathan. Fortunatamente l'intervento riesce alla perfezione. Maria, intanto, ha un'idea per trovare il suo ragazzo, andare a chiedere informazioni al ragazzo di Antonia, ma qui scopre l'amara verità: Marco le ha mentito più volte continuando a girare documentari d'inchiesta nelle zone di guerra. Scoperta la verità, non rimane altro che contattare Marco: da una parte ci pensa la stessa Maria, con l'aiuto di Roberto, che ha delle conoscenze all'UNICEF; dall'altra Nonno Libero e Nonna Enrica, che si intrufolano al matrimonio della figlia del responsabile della Farnesina. Alla fine Roberto riesce a rintracciare Marco e finalmente Jonathan può risentire la voce di suo padre. Ma Nonno Libero sembra non vedere di buon occhio il rapporto tra sua nipote e il figlio di Magnani. Nel frattempo alla cioccolateria di Bianca, arriva Carmine, un pasticciere napoletano, che riscuote successo tra le clienti e sembra essere interessato ad Ave. Nel contempo, Guenda cerca il perdono di Gus, ma lui sembra voler voltare pagina una volta per tutte, anche quando questo si trova lì in clinica, non vuole sentire ragione. Ad assistere di nascosto alla discussione tra i due c'è Dante, che non esita a spettegolare e a raccontare tutto ai suoi colleghi, ma Guenda lo scopre e lo licenzia al 1° ritardo che commette il giorno dopo. Pur di farsi riassumere, combina un appuntamento tra Guenda e Gus, ma non fa altro che peggiorare la questione.

## La pesca miracolosa
- Diretto da: Elisabetta Marchetti.
- Scritto da: Camilla Paternò, Tommaso Cammarano.
- e con: Ivano Marescotti (Fulvio Magnani), Lorenzo Federici (Gianfilippo Colla), Sofia Corinto (Palù), Luca Lucidi (Jonathan)

### Trama
Marco torna a Roma e Maria è ad attenderlo in aeroporto, ma solo per comunicargli che tra loro è finita definitivamente e che deve andarsene da casa sua prima che lei torni la sera stessa. Marco cerca di farsi perdonare da Maria, sperando che questa accetti le sue scuse, ma ha ancora troppa rabbia. Disperata, cerca quindi consolazione da Roberto. Tornati entrambi a casa, la situazione sembra migliorare, ma in realtà Maria sta solo fingendo per il bene dei bambini e vuole comunque che Marco abbandoni la casa subito; poi più in là racconteranno tutto ai bambini. Intanto, durante un compito in classe, Colla passa la versione di latino ad Anna e i due tornano a parlarsi e ammettono che non possono smetterla di essere almeno amici. Il pomeriggio, il ragazzo l'aiuta per un compito di fisica e Anna scopre che la ragazza che Emiliano ha baciato fuori da Villa Aurora non è nient'altro che un'amica. Non solo, la ragazza ammette anche che il tatuatore voleva solo farle credere di essere già impegnato. Decide così di andare da Emiliano, di rivelargli il suo amore e lui, dopo averla inizialmente rifiutata non senza incertezza, provoca il pianto nelle giovane e la induce a correre via. Emiliano però pentito la insegue e le risponde con un bacio, facendole capire che anche lui si è innamorato e che l'ama, ma che è spaventato per la non esattamente poca differenza di età. Emiliano promette alla giovane di rivedersi il giorno dopo fuori da scuola, ma non appena si salutano Emiliano riceve una chiamata e sembra esserne molto preoccupato. Intanto Nonno Libero e Nonna Enrica assieme a Marco portano Jonathan e Palù a pescare.

## Premio di consolazione
- Diretto da: Elisabetta Marchetti.
- Scritto da: Massimo Bacchini.
- e con: Ivano Marescotti (Fulvio Magnani), Carolina Di Domenico (Antonia), Valerio Santoro, Gennaro Cuomo (Carmine Zullo)
- Guest star: Romina Carrisi

### Trama
L'aria tesa tra Marco e Maria sembra peggiorare sempre più: lui dorme in un Bed And Breakfast e torna la mattina presto a casa per far sì che i bambini credano che lui vive ancora con loro. Nonno Libero si accorge della situazione e promette di aiutarlo, per evitare che i due si separino definitivamente. Subito dopo, Antonia dice a Marco che hanno vinto un premio per il loro documentario che hanno girato in Somalia e il giornalista decide così di invitare tutta la famiglia Martini, Maria compresa. All'inizio Maria sembra non essere per nulla interessata, ma in seguito, grazie alle parole di Nonno Libero, si convince e decide di andarci. La sera stessa, alla cerimonia, la magica atmosfera delle immagini del documentario viene interrotta dall'umiliazione che Maria riceve da Antonia, facendole abbandonare la premiazione e rifugiandosi tra le braccia di Roberto, col quale passa il resto della serata a bere champagne. Intanto, Dante nasconde a Melina di essere stato licenziato, fingendo ogni giorno di recarsi in clinica a lavorare. Piccione chiede quindi aiuto a Gus, visto che in parte è colpa anche sua che ha perso il suo posto, trovandogli così lavoro come meccanico. La carriera però non durerà parecchio, sia perché veniva pagato poco e sia perché stava per essere scoperto da Melina. Nel frattempo, Anna non vede l'ora di rivedere Emiliano, ma il ragazzo sembra essere scomparso nel nulla. Così le viene l'idea di andare dalla finta fidanzata e di farsi dire qualcosa di più su di lui, scoprendo che i suoi genitori erano di origine umbra e abitavano a Gualdo Teverino e che forse potrebbe essere proprio lì. Mentre indaga su Emiliano, Nonno Libero e Nonna Enrica ricevono la telefonata da parte della preside della scuola che frequenta Anna, rivelando loro che Anna ha di nuovo saltato la scuola. Nel contempo, Ave sembra sentire profondamente l'assenza di Armando, ma per fortuna a consolarla ci pensa Carmine, con cui si confida raccontandogli dei suoi traffici loschi sui vestiti. Infine, Roberto scopre che suo padre ha intenzione di portare via la casa dei Martini con un esproprio e il ragazzo sembrerebbe voler dire tutto a Maria. Ma deve fare i conti con il padre che lo ricatta dicendogli che se aprirà bocca, lo rovinerà portandogli via tutti i clienti dalla sua azienda.

## Una giornata al mare
- Diretto da: Elisabetta Marchetti.
- Scritto da: Massimo Bacchini.
- e con: Ivano Marescotti (Fulvio Magnani), Gennaro Cuomo (Carmine Zullo), Mirta Pepe (Preside)

### Trama
La preside della scuola di Anna convoca Nonno Libero e Nonna Enrica comunicando loro che se la nipote non recupera almeno una materia, storia, rischierà l'anno. Così Nonno Libero e Nonna Enrica fanno un patto con Anna: se riuscirà a prendere un buon voto all'interrogazione che deve sostenere la mattina seguente, la porteranno a Gualdo Teverino. Senza farselo dire 2 volte, Anna si mette subito sui libri e a Nonno Libero viene l'idea di portarla in giro per Roma, per spiegarle la storia dell'Impero Romano: la missione riesce e Anna sostiene una ottima interrogazione. L'anno è salvo e Nonno Libero e Nonna Enrica mantengono le promesse, portandola in Umbria, qui però non trovano Emiliano, ma suo Nonno, che non vede suo nipote da almeno 10 anni. Intanto, Inge, vedendo sempre più triste il padre, decide di organizzare un incontro con una madre separata di una sua compagna di scuola. L'appuntamento va però a rotoli e la donna viene colpita da uno shock anafilattico per aver mangiato un cioccolatino al pistacchio, offertole da Gus, al quale è allergica. Portando quindi la donna in clinica, Gus rivede Guenda, e per farla ingelosire e dimostrarle che a lui non importa più niente di lei, invita Gloria a cena al casale dove abita. Nel frattempo, come promesso, Carmine procura nuove clienti ad Ave, con la complicità di sua cugina. Infine, Marco deve partire qualche giorno per Bologna, e Maria ne approfitta per staccare un po' la spina e di andare alla casa al mare di Roberto. Qui però scopre che le mancano le chiavi della porta d'ingresso e quindi Roberto si precipita a portargliele. I due passano una serata romanticissima in spiaggia dal pomeriggio fino alla sera, finendo per baciarsi. Ma Maria è all'oscuro che Roberto ha deciso di assecondare suo padre e di non rivelarle nulla sulla situazione reale della casa.

## Vita da cani
- Diretto da: Elisabetta Marchetti.
- Scritto da: Giovanna Caico, Massimo Bacchini.
- e con: Gianfelice Imparato (Armando De Santis), Ivano Marescotti (Fulvio Magnani), Gennaro Cuomo (Carmine), Carolina Di Domenico (Antonia), Gabriele Pignotta, Lorenza Sorino (Micol), Sofia Corinto (Palù), Luca Lucidi (Jonathan)

### Trama
Maria sembra intenzionata più che mai ad intraprendere una relazione con Roberto, continuando a nascondere però il tutto a Marco, il quale, dopo aver ricevuto la pulce nell'orecchio da Antonia, dicendogli che probabilmente la sua ex ha un altro, decide di affrontarla e di chiederle se appunto si vede con un'altra persona. Maria decide di mentirgli, ma dietro la porta del suo studio ad ascoltare la conversazione tra i due c'è Roberto, che non sembra averla presa molto bene. In seguito però i due si chiariscono e Maria lo invita ad essere paziente, perché dopotutto ci sono dei bambini in mezzo a questa storia. Come se non bastasse a complicare la situazione, la madre di Jonathan torna a Roma per portare suo figlio a Disneyland, tenendo sempre un atteggiamento molto ostile nei confronti del suo ex; Palù comincia, quindi, a sentire la mancanza dell'amichetto. Ancora una volta, su consiglio di Antonia, Marco decide di spiare Maria, aspettandolo nel portico del suo ufficio, e qui scopre l'amara verità: per la rabbia sferra un pugno a Roberto e se ne va. Preoccupato della situazione è ovviamente Nonno Libero, che non capisce il motivo per cui Maria continua a mancare in casa la notte e il perché sta trascurando sua figlia. Intanto, Ave continua ad avere nei suoi pensieri Armando e decide così di andare a confessargli il suo amore, ma fa una figuraccia con i suoi colleghi durante una riunione. Nel frattempo Dante, che ancora non ha detto a Melina di avere perso il lavoro, trova impiego come baby sitter per i cani. Ma mentre è al parco con i cani, incontra Nonno Libero e Palù, ai quali confessa tutto. Come si sa, le bugie hanno le gambe corte, e poco dopo Melina viene a scoprire tutto e la sua arrabbiatura induce il parto. Alla fine, nonostante i primi tentennamenti, Nonno Libero e Ave convincono Melina a perdonare Dante e a farlo assistere al parto, dando alla bambina il nome di Aurora, proprio come la clinica in cui è nata. Gus, presente nei paraggi, viene investito accidentalmente dal marito di Guenda, il quale gli confessa che ben presto si trasferirà a Roma e che i due hanno intenzione di allargare la famiglia.

## Paura di volare
- Diretto da: Elisabetta Marchetti.
- Scritto da: Massimo Bacchini, Giovanna Caico.
- e con: Gianfelice Imparato (Armando De Santis), Alessia Agrosì (Sonia), Virginia Barrett, Gennaro Cuomo (Carmine), Sofia Corinto (Palù), Luca Lucidi (Jonathan)

### Trama
Armando decide di tornare da Ave, dopo la brillante dichiarazione d'amore di lei, e i due finalmente si ricongiungono felicemente. Ma la felicità per Ave sembra non durare molto: la donna riceve una lettera anonima da qualcuno che conosce il suo passato da falsaria e minaccia di denunciarla alle forze dell'ordine a meno che non prepari altri abiti falsi. Ave è disperata, ma a rassicurarla ci pensa Nonno Libero, che le promette che si occuperà personalmente della faccenda. I due si mettono d'accordo e Nonno Libero si presenta all'appuntamento al parco, nascondendosi però dietro ad una pianta, e nemmeno il tempo di appostarsi, che il ricattatore la fa franca, scappando con i vestiti su di un motorino giallo. Tornato a casa, Nonno Libero confessa ad Ave di aver fallito il suo piano, ma questa gli confessa di avere visto proprio un motorino giallo vicino al negozio dove la donna andava a comprare le stoffe per i suoi abiti. Il mattino dopo, quindi, i due vanno proprio lì e scoprono che il proprietario del veicolo non era nient'altro che il figlio del negoziante di stoffe, il quale era all'oscuro dei piani del figlio, che voleva solo aiutarlo a causa della crisi che aveva colpito la sua attività. Intanto, la storia tra Maria e Roberto sembra proseguire al meglio e il ragazzo le fa una incredibile sorpresa: un giro in elicottero che piloterà lui stesso. Il regalo piace tantissimo a Maria, ma quando atterra scopre che la scuola di Palù ha tentato più volte di chiamarla al suo cellulare mentre lei era in volo. La giovane Martini corre a scuola di sua figlia e la maestra le dice che Palù ha morso una sua amichetta, mostrando un atteggiamento aggressivo che prima d'ora non si era mai rivelato. Inoltre, non essendo raggiungibile telefonicamente, le maestre hanno chiamato Marco, affidando a lui la bambina. Maria quindi va a riprenderla dal suo ex, e qui capisce che Palù soffre per la situazione familiare che sta affrontando. Fortunatamente, Jonathan torna da Parigi e Palù sembra riottenere almeno un pizzico della felicità toltale. Però Marco riceve una chiamata dalla sua ex moglie, la quale gli annuncia l'intenzione di voler portare via Jonathan e di ottenere quindi l'affidamento. Maria lo rassicura e gli dice che non succederà nulla a Jonathan. Nel frattempo, Anna scopre che Emiliano è tornato a Roma e, non ottenendo risposte alle sue chiamate, decide di andarlo a trovare in negozio per ben 2 volte. Nella 1ª, il ragazzo mostra un comportamento scorbutico e Anna è costretta ad andarsene in lacrime; nella 2ª invece vicino ad Emiliano c'è una ragazza incinta e il ragazzo spiega ad Anna che è quello il motivo per cui era sparito. Alla fine della puntata, Nonno Libero e Nonna Enrica sono costretti a tornare in Puglia per un problema alle piante dell'oliveto.

## Notti bianche
- Diretto da: Elisabetta Marchetti.
- Scritto da: Mauro Casiraghi, Fabrizio Cestaro, Anna Mittone, Francesca Primavera
- e con: Gianfelice Imparato (Armando De Santis), Gennaro Cuomo (Carmine), Alessia Agrosì (Sonia), Giuseppe De Rosa, Lorenza Sorino (Micol), Luca Lucidi (Jonathan), Daniela Battizzocco (Capitano Lidia Moroni)

### Trama
Per colpa di Micol, Marco rischia di perdere l'affidamento di Jonathan, ma Maria si offre di aiutarlo, accompagnandolo all'incontro con l'assistente sociale per convincerla che tra loro va tutto bene. La situazione si fa in questo modo più complicata, perché ora Marco e Maria sono costretti ad organizzare un finto matrimonio e a coinvolgere tutta la famiglia in questa farsa, perché l'assistente sociale intende andare a casa Martini per verificare la situazione. Ave si chiede ancora che fine abbia fatto Armando, quando riceve la visita di due suoi colleghi della Guardia di Finanza, che dicono di avere un mandato per una perquisizione nel suo laboratorio. I due finanzieri trovano subito le prove della responsabilità del traffico di abiti contraffatti e fanno sapere ad Ave che a breve dovrà presentarsi in caserma per un interrogatorio. Di lì a poco anche Maria e Marco vengono a sapere cosa è capitato ad Ave, e cercano di esserle di sostegno. Intanto l'assistente sociale fa sapere loro che l'incontro a casa Martini è rinviato alla mattina seguente. In tutto questo c'è anche Roberto, per niente contento di questo avvicinamento forzato di Marco e Maria. La mattina seguente, comunque, Marco e Maria con l'aiuto della famiglia riescono a convincere l'assistente sociale che si amano e che si sposeranno. Tutto potrebbe essere risolto, se non fosse che Micol li minaccia: il giorno fissato per le nozze ci sarà anche lei, e se il matrimonio non ci sarà lei farà di tutto per riprendersi il bambino. Gus torna dall'America insieme a Gloria, dopo aver presentato il suo nuovo videogioco. La donna è innamorata di Gus, e ancora di più del suo conto in banca. Peccato che il videogioco si riveli un vero fallimento, tanto che l'uomo rischia di perdere tutto quello che ha. Inge, che non conosce la situazione economica del padre, gli chiede in regalo un costoso viaggio studio a Londra, e alla fine Gus è costretto ad ammettere la verità con sua figlia. La ragazzina si dimostra molto matura, capendo la situazione e rinunciando al viaggio. Chi invece non sembra capire è Gloria, che lascia Gus. L'uomo non è comunque preoccupato, visto che la frequentava solo per dimenticare Guenda.

## L'interrogatorio
- Diretto da: Elisabetta Marchetti.
- Scritto da: Mauro Casiraghi, Fabrizio Cestaro, Anna Mittone, Francesca Primavera
- e con: Gianfelice Imparato (Armando De Santis), Gennaro Cuomo (Carmine), Alessia Agrosì (Sonia), Giuseppe De Rosa, Lorenza Sorino (Micol), Luca Lucidi (Jonathan), Daniela Battizzocco (Capitano Lidia Moroni)

### Trama
Dopo la minaccia di Micol, Marco e Maria sono impegnati a capire come risolvere la situazione: la ragazza propone al suo ex di sposarsi davvero, per poi annullare il matrimonio subito dopo aver ottenuto l'affidamento di Jonathan. Nel frattempo, Ave è preoccupata per l'interrogatorio che dovrà sostenere in caserma, e viene confortata da Melina e Carmine; anche Maria viene a darle sostegno, seguita da Marco che la consola con parole molto dolci che inteneriscono la sua ex. In seguito Maria parla del piano a Roberto, che ovviamente si infuria e teme che, nonostante il matrimonio sia falso, i due possano riconciliarsi: ne parla perciò con suo padre, ricordandogli che in azienda c'è un posto vacante per un corrispondente estero. Ave si reca in caserma e subisce un durissimo interrogatorio, durante il quale viene umiliata e trattata come una criminale della peggior specie; quando chiede l'aiuto di Armando, l'uomo le si presenta solo per dirle di esser stato lui a denunciarla e ad aver chiesto un trattamento durissimo. Di fronte al dolore della donna, però, lui le spiega che in realtà la pena per il suo reato è una semplice multa, e che l'interrogatorio è una messinscena organizzata da lui stesso per spingerla a non commetterlo mai più. Ave si infuria e, dopo averlo schiaffeggiato, scappa via.
La sera stessa, quando ormai Marco e Maria si sono decisi ad andare in comune a fissare la data del matrimonio, inaspettatamente si presenta Micol, la quale ha accettato la proposta di lavoro di Roberto e partirà per Londra, dove non avrà tempo di occuparsi di Jonathan; così lo affida all'ex-marito e si congratula per il matrimonio. Passata la paura, Maria dice a Marco che sarebbe stata felice di sposarlo; il ragazzo, però, le risponde che è arrivato il momento di parlare della loro separazione ai bambini.

## Casale vendesi
- Diretto da: Elisabetta Marchetti.
- Scritto da: Mauro Casiraghi, Fabrizio Cestaro, Francesca Primavera, Anna Mittone.
- e con: Ivano Marescotti (Fulvio Magnani), Carolina Di Domenico (Antonia), Milena Miconi (Diletta), Francesco Mistichelli, Enzo Storico, Alessia Agrosì (Sonia), Virginia Barrett, Gennaro Cuomo (Carmine), Sofia Corinto (Palù), Luca Lucidi (Jonathan)

### Trama
Marco e Maria annunciano ai loro figli Jonathan e Palù che quando i due ritorneranno dal campeggio organizzato dalla scuola, ognuno andrà per la sua strada e quindi l'ex compagno della giovane Martini dovrà portare via con sé suo figlio dalla casa di Maria. Quest'ultima informa anche la sua famiglia, trovandone delle reazioni piuttosto perplesse e dispiaciute. Chiusa definitivamente la relazione con il giornalista, Maria decide di voler far conoscere Roberto alla sua famiglia organizzando un barbecue nel giardino di casa Martini. Purtroppo Roberto deve tenere conto del cognome che porta e infatti la sera della grigliata la famiglia sembra escluderlo e non voler relazionarsi con lui; a dimostrarlo più di tutti è Ave che, venuta a conoscenza dei piani del padre di Roberto di voler costruire una super strada proprio dove si trova la villetta dei Martini, glielo fa notare, costringendo Roberto ad abbandonare la serata. Roberto, però, innamorato seriamente di Maria, vuole smascherare le intenzioni del padre, e registra così una sua conversazione con un assessore comunale per ottenere l'esproprio. Intanto, Dante ha preso pieno ritmo nella sua nuova vita di padre, portando la sua piccola Aurora ogni giorno al parco, ed è proprio qui che Piccione incontra Diletta, una donna attraente lasciata dal marito un mese solo dopo il parto. Questa, affascinata da Dante, crede di poter far colpo nel cuore dell'uomo, ma Melina, capite le sue intenzioni, le fa capire che non deve nemmeno pensarci minimamente. Intanto, Anna rincontra Emiliano e la giovane viene a sapere che era stato proprio lui ad allontanare il suo compagno di scuola al fine di non farla cadere in una delusione amorosa. Il tatuatore spiega anche che Sonia non è mai stata una sua fidanzata, ma solo una sua vecchia amica con cui ha avuto in passato dei rapporti occasionali; il giovane però non può tirarsi indietro e deve prendersi le sue responsabilità. Anna, per non perderlo di nuovo, si offre di ospitare Sonia a casa Martini fino a che la ragazza non troverà un'altra soluzione, essendo questa stata cacciata di casa dal padre. Gus sembra aver trovato finalmente un potenziale acquirente per il suo casale: per sua sfortuna si tratta di Guenda, la quale ha lasciato suo marito per Gus e vuole comprare il casale dell'uomo per andare a viverci con lui. Infine, durante una cena tra amici, Antonia confessa il suo amore a Marco baciandolo, essendo stata lasciata dal suo compagno, ma lui la respinge e le dice che non prova niente per lei se non amicizia.

## La grande sfilata
- Diretto da: Elisabetta Marchetti.
- Scritto da: Anna Mittone, Francesca Primavera, Fabrizio Cestaro, Mauro Casiraghi.
- e con: Gianfelice Imparato (Armando De Santis), Ivano Marescotti (Fulvio Magnani), Alessia Agrosì (Sonia), Virginia Barrett, Gennaro Cuomo (Carmine), Luca Lucidi (Jonathan)

### Trama
Mentre Maria è in macchina per raggiungere sua figlia al campeggio, ha un guasto all'auto. Decide così di chiamare Roberto, ma proprio quando sta per digitare il suo numero, arriva Marco, anche lui in viaggio per andare da Jonathan, che si offre di accompagnarla. Durante il campeggio i due sembrano divertirsi e stare bene insieme, finché, grazie ad un piano elaborato dai loro due figli, finiscono per fare l'amore nella tenda. Purtroppo per loro la mattina dopo, non essendo riuscito a rintracciare la ragazza, Roberto irrompe nel campeggio e confessa a Maria di aver trovato il modo per incastrare suo padre. Marco si arrabbia, credendo che sia stata Maria a chiamare Roberto, e se ne va con l'intenzione di partire e non vederla più. Nel frattempo, emerge la gelosia che Sonia prova nei confronti di Emiliano e Anna, essendo probabilmente ancora innamorata del tatuatore e fa di tutto per creare problemi, finché decide di andarsene via da Casa Martini senza dire a qualcuno dove va. Alla fine i due la trovano e Sonia ha un piccolo diverbio con Anna, la quale le provocherà un piccolo malore. Così i due portano la ragazza a Villa Aurora e le due si chiariscono. Anna però capisce quanto Sonia possa essere legata in questo momento ad Emiliano, e decide quindi di troncare la loro relazione a malincuore. 

## Baci proibiti
- Diretto da: Elisabetta Marchetti.
- Scritto da: Mauro Casiraghi, Fabrizio Cestaro, Anna Mittone, Francesca Primavera
- e con: Gianfelice Imparato (Armando De Santis), Ivano Marescotti (Fulvio Magnani), Gennaro Cuomo (Carmine), Carolina Di Domenico (Antonia)

### Trama
Mentre Bianca è ancora a Parigi per terminare le riprese, assieme a sua madre, di Dolcissima Bianca, Lele torna a Roma dalla sua famiglia, che non ha buone notizie per lui: Maria ha infatti troncato la sua storia con Marco per Roberto, Ave è stata multata dalla finanza per la contraffazione di abiti firmati, Dante è stato licenziato da Guenda e Anna ha dovuto lasciare Emiliano a causa di Sonia. Lele così aiuta Maria a farsi schiarire le idee e la giovane capisce che in realtà non ama Roberto, ma il suo cuore batte per Marco. Purtroppo Fulvio, il padre di Roberto non sta passando un momento sereno a seguito di alcuni investimenti sbagliati che lo stanno portando quasi alla bancarotta, e Maria non se la sente di lasciarlo, vista la situazione. In seguito, Fulvio ha un malore e Maria e Roberto decidono di portarlo a Villa Aurora, in modo tale che Lele se ne occupi. Qui il dottore scopre che Magnani ha un'occlusione arteriosa, e che col tempo, se non approfondita e curata, potrebbe peggiorare. Nemmeno il tempo di terminare la visita, però, che Fulvio scappa di nascosto dalla clinica per non mancare all'appuntamento che aveva fissato con un investitore. Così Lele, Roberto e Maria cominciano a cercarlo, finché poi l'imprenditore viene trovato da Lele che, preoccupato per la patologia, decide di accompagnarlo all'appuntamento. Mentre però Magnani guida, viene colpito da un improvviso malore; ma grazie al tempestivo intervento di Lele l'uomo si salva. Poco tempo prima, Maria aveva deciso di incontrare Marco, che intanto ha ricevuto un'offerta allettante per un anno a New York City dalla Cnn, per chiarire la situazione, ma al fine di aiutare Roberto la giovane si dimentica completamente dell'appuntamento, non presentandovisi. Così Marco la chiama sul suo cellulare, ma a rispondere è Roberto; il giornalista quindi fraintende il tutto credendo che Maria abbia scordato l'incontro per stare tra le braccia del suo fidanzato. La sera stessa, Marco fa vedere i biglietti del volo per New York City alla sua collega Antonia; e vista la situazione con Maria, decide di baciarla. Nel frattempo Ave, soddisfattissima della sua sfilata, riceve alla cioccolateria la visita di Armando, ma la donna va su tutte le furie: le ferite con il finanziere sono ancora aperte e sembra non sia intenzionata a perdonarlo. Grazie ad un pasticcio involontario di Carmine e Melina, però, i due si riconciliano. L'episodio si conclude con degli scenari imprevedibili: Maria lascia Roberto, dopo avergli raccontato della notte passata insieme con Marco al campeggio, ma quando si dirige da Marco per parlargli, lo vede insieme ad Antonia sulla barca che inizialmente aveva regalato proprio a lei e, come se non fosse sufficiente, Roberto ha intenzione di vendicarsi con Maria, aiutando il padre con l'esproprio della villetta dei Martini. Fortunatamente, Bianca contatta Lele annunciando con gioia al dottore di avere i soldi necessari per riscattare la casa.

## New York, New York
- Diretto da: Elisabetta Marchetti.
- Scritto da: Mauro Casiraghi, Fabrizio Cestaro, Anna Mittone, Francesca Primavera.
- e con: Carolina Di Domenico (Antonia), Sofia Corinto (Palù), Alessia Agrosì (Sonia), Giovanni Vettorazzo (Mauro Giorgi), Gennaro Cuomo (Carmine)

### Trama
Mentre Maria racconta a suo padre cosa ha visto la sera prima al molo e Lele le consiglia di parlare con Marco, Antonia fa di tutto per allontanare il giornalista dalla sua ex fidanzata: prima gli chiede di portare anche lei con sé a New York City, trovando però la contrarietà di Marco, e poi fa credere a Maria che, oltre a trasferirsi a New York City, Marco andrà a vivere lì con lei. Il giorno dopo, oltre a traslocare dal suo studio, trovando la rabbia di Roberto, Maria fa sapere a Marco di essere a conoscenza del suo viaggio con Antonia negli States. Marco, che era all'oscuro della bufala inscenata da Antonia e dell'incontro tra le due, decide di troncare il rapporto sia di amicizia che di colleghi tra i 2. Così, venuto a sapere dalla piccola Palù che Maria prenderà parte ad un convegno in Svizzera, Marco la raggiunge subito in aeroporto e tra i due torna l'amore. Nel frattempo, si viene a sapere che il figlio di Sonia è malato di anemia mediterranea, ma non essendo Emiliano portatore della malattia, vuol dire che Emiliano non è il padre. Inizialmente nascosta la notizia al diretto interessato, in seguito Sonia si fa coraggio e racconta la verità ad Emiliano, il quale però non se la sente di lasciare sola Sonia in un momento delicato come questo. Grazie all'aiuto di Lele, però, la ragazza si riappacifica con il padre, il quale le promette che le starà vicino per tutta la durata della gravidanza ed Emiliano farà da padrino al bambino. Così la storia d'amore tra Anna ed Emiliano può finalmente decollare. Intanto, Melina ha dei problemi con suo marito che sembra ormai avere occhi solo per Aurora. Così, grazie all'aiuto di Ave e Carmine, i due si chiariscono, anche se con qualche difficoltà iniziale. Infine, i continui tira e molla tra Gus e Guenda sembrano non finire: Inge non vede di buon occhio la donna e ostacola quindi il rapporto tra lei e il padre; così, evidentemente presa dalla rabbia, decide di interrompere il pro bono della clinica per questioni economiche. Lele decide di licenziarsi con effetto immediato, assieme a tutti i suoi colleghi. Ma i guai per Lele sembrano non trovar fine: proprio negli ultimi minuti dell'episodio arriva una raccomandata a casa Martini, che gli annuncia l'esproprio della casa.

## La notte dei desideri
- Diretto da: Elisabetta Marchetti.
- Scritto da: Anna Mittone, Francesca Primavera, Mauro Casiraghi, Fabrizio Cestaro.
- e con: Gianfelice Imparato (Armando De Santis), Ivano Marescotti (Fulvio Magnani), Gennaro Cuomo (Carmine), Luis Molteni, Carolina Di Domenico (Antonia)

### Trama
Dopo aver ricevuto la raccomandata riguardo l’esproprio della casa, la famiglia Martini inizia ad avere a che fare con i lavori portati avanti da Magnani nel quartiere, che causano dei disagi in casa: viene prima staccata la corrente, poi l’acqua. Nel frattempo a Villa Aurora i medici che si sono licenziati portano avanti una protesta affinché venga ripristinato il pro-bono. Guenda non contenta fa arrivare i vigili che sgomberano tutto per occupazione di suolo pubblico, ma grazie alle firme ricevute la ASL autorizza per i medici un presidio medico mobile, ovvero una sorta di camper provvisto di tutte le attrezzature necessarie per visitare i pazienti gratuitamente. Guenda furiosa, si arrabbia con Lele, ma di lì a poco accusa un leggero malore e scopre di essere incinta di Gus. I due così tornano insieme e Guenda decide di riassumere tutti in clinica e di ripristinare il pro bono, a patto che venga presentato un progetto sostenibile. Maria dopo aver fatto pace con Marco, tenta di parlare con Roberto riguardo la situazione della villa e capisce che l’esproprio è frutto di una vendetta in quanto Roberto soffre per essere stato lasciato. Marco così decide di contattare la CNN e di posticipare il suo viaggio in America, ma Maria non vuole più che lui rinunci al suo lavoro per lei, così decide di fargli una sorpresa e portarlo in aeroporto per partire insieme a New York. Una volta saliti sull’aereo però, Marco legge su una rivista un articolo che parla del progetto che Magnani vuole realizzare a Poggio Fiorito, ovvero un campo da golf e non la superstrada e cosi decide di dirlo a Maria e i due decidono di non partire. Ave riceve la proposta di matrimonio da Armando, che però viene rifiutata perché lei non si sente pronta. I due così decidono solo di fidanzarsi ufficialmente e di andare a vivere insieme. Alla fine dell’episodio Lele, Marco e Maria trovano un modo per incastrare la Domus Magnani: non si può espropriare la casa per un interesse pubblico (il campo da golf), quindi se non viene costruita la superstrada, non può essere espropriata la loro casa. 

## Lieti eventi in casa Martini
- Diretto da: Elisabetta Marchetti.
- Scritto da: Fabrizio Cestaro, Anna Mittone, Francesca Primavera, Mauro Casiraghi.
- e con: Gianfelice Imparato (Armando De Santis), Ivano Marescotti (Fulvio Magnani), Giuseppe De Rosa, Enzo Storico

### Trama
Nell'ultimo episodio, dopo che gli operai e Magnani toglieranno la corrente e di seguito l'acqua e il gas, i Martini fanno la denuncia, ma Lele riceve una lettera che dice che la casa, anche se è stata ripagata, potrà comunque essere di proprietà di Magnani legalmente, ma senza essere abbattuta, togliendo però il gas, l'acqua e il resto e trasformandola in un altro tipo di edificio, come negozi di lusso. Allora i Martini decidono di andarsene per non vedere l'orrore, ma prima vogliono organizzare un ultimo matrimonio a sorpresa per Marco e Maria, che, però, lo vengono subito a sapere. Antonia, la collega giornalista innamorata di Marco, capisce, finalmente, che Marco ama Maria e accetta felice un lavoro da sola e offertole definitivamente da Marco a New York City. Mentre in casa si svolge il matrimonio a stato civile di Maria e Marco officiato da Ave, si sente un rumore. Magnani, con una ruspa, sta per abbattere la casa. Quindi, ora, questa mossa è un'ingiustizia illegale per la legge. Così Roberto, minacciato da Armando, che era stato informato dai Martini, rivela tutto. Il perfido Fulvio Magnani prova, allora, ad abbattere i Martini che si sono messi davanti a lui per impedire tutto. A questo punto sembra finita, ma, giusto in tempo, arriva Armando con i compagni finanziari, che, dopo aver arrestato Roberto, fermeranno e arresteranno anche suo padre Fulvio. All'allontanarsi della ruspa e degli operai, i Martini esultano felici per la casa salva e festeggiano. La serie si conclude con il rientro a casa di Nonno Libero e di Nonna Enrica, il matrimonio di Maria e di Marco, che partono per il loro viaggio di nozze con i figli, con la promessa festa di fidanzamento di Armando e di Ave e con la nascita di Carlo Martini, figlio di Lele e Bianca, in onore di Carlo Bixio, scomparso nel 2011.